# Plan sześcioletni

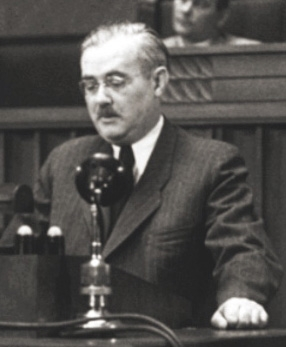
Hilary Minc, wiceprezes Rady Ministrów (1949-1952)

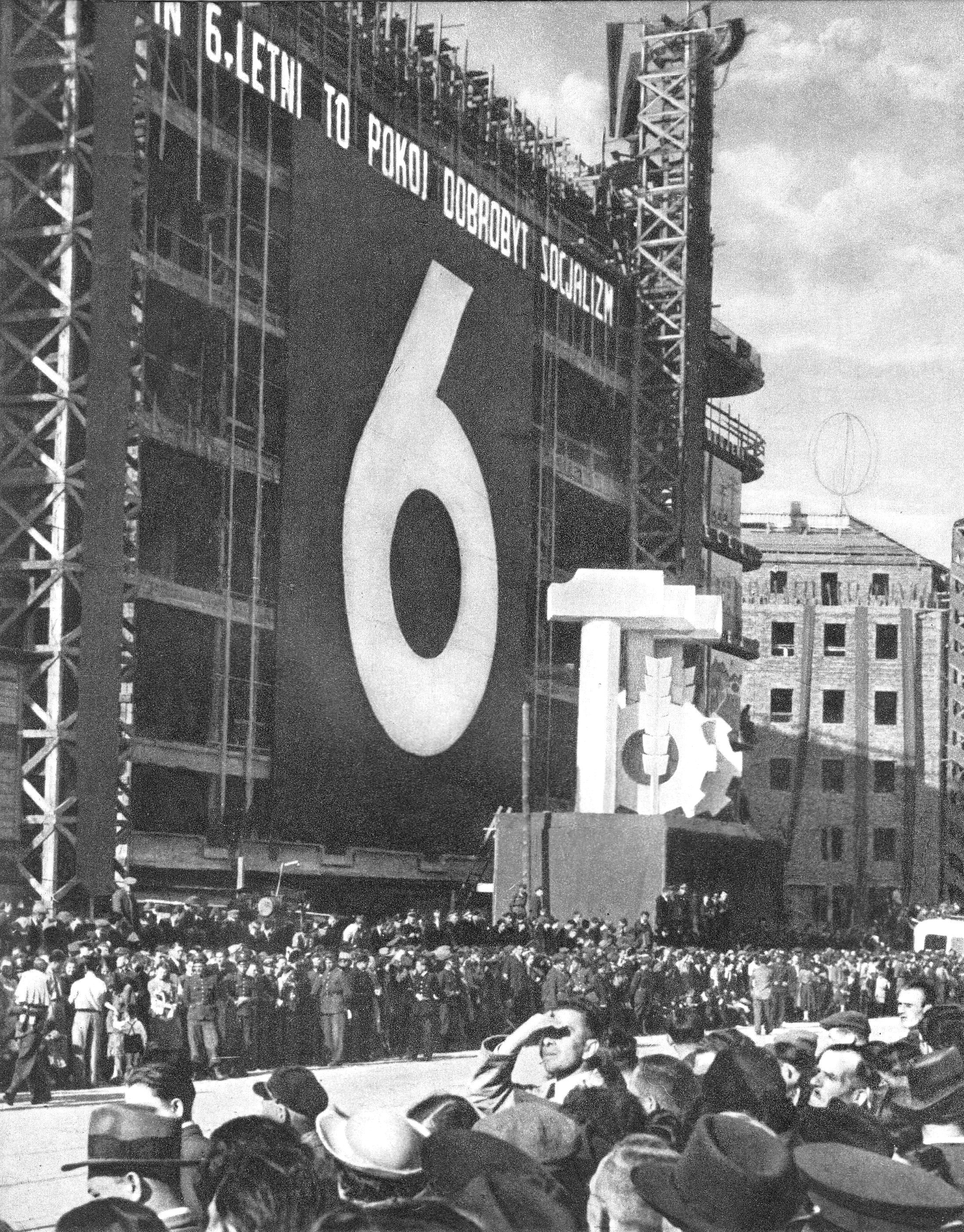
Baner promujący plan umieszczony na fasadzie budowanego Centralnego Domu Towarowego podczas pochodu pierwszomajowego w Warszawie w 1950

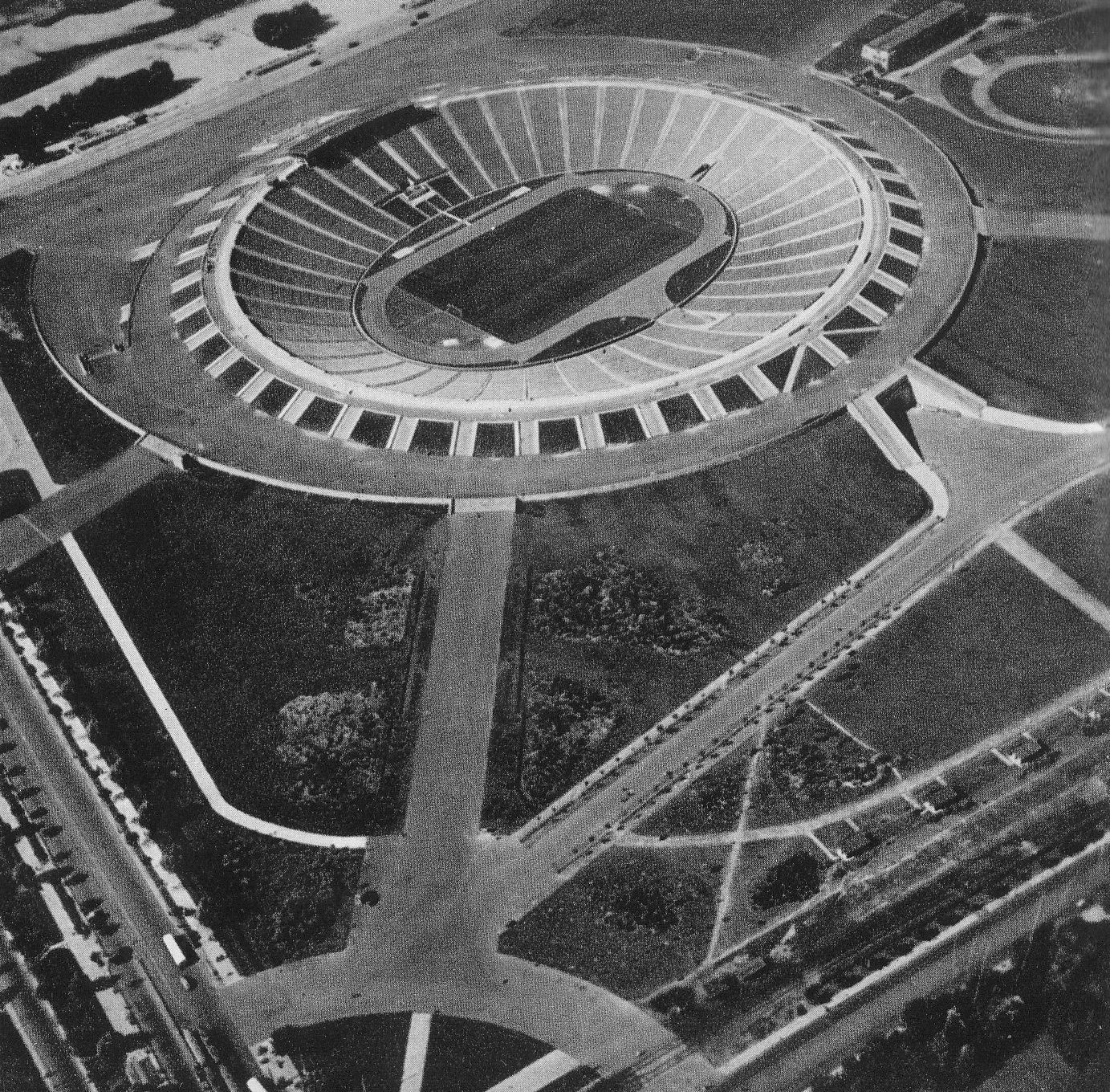
Stadion Dziesięciolecia w latach 60. XX wieku, otwarty 22 lipca 1955 roku

Plan sześcioletni (1950–1955, oficjalnie zwanym planem „budowy podstaw socjalizmu”) – następny po planie trzyletnim plan gospodarczy wprowadzony w powojennej Polsce. Plan przyjęto w formie ustawy uchwalonej przez Sejm Ustawodawczy w przeddzień Narodowego Święta Odrodzenia Polski 21 lipca 1950 r. (Dz.U. z 1950 roku, nr 37, poz. 344); podobnie jak późniejsze plany pięcioletnie był jednak wielokrotnie modyfikowany (rozwój przemysłu ciężkiego w związku z wojną koreańską) i tylko w części zrealizowany.

„Wysoka izbo, w dniu dzisiejszym Sejm Ustawodawczy kończy dyskusję nad sześcioletnim planem rozwoju gospodarczego i budowy podstaw socjalizmu w Polsce. Dyskusja ta ujawniła pełną jednomyślność stanowiącą odbicie jednomyślności społeczeństwa. Dzień dzisiejszy, w którym sejm uchwala projekt sześcioletniego planu jako ustawy będzie doniosłą datą w historii rozwoju naszego kraju”. Plan sześcioletni, jak mówił Bolesław Bierut, to program nie tylko gospodarczy, lecz równocześnie ideologiczny, polityczny, społeczno-ustrojowy. Plan, który stworzy mocne i niewzruszone podstawy nowego ustroju społecznego w Polsce – podstawy socjalizmu.

## Historia
Wytyczne do planu zostały sformułowane w grudniu 1948 na Kongresie Zjednoczeniowym PPS i PPR (przekształconym następnie w I Zjazd PZPR). Plan opracowany został przez grupę polskich ekonomistów z Hilarym Mincem na czele i jako projekt został przedstawiony na V Plenum KC PZPR 15 lipca 1950 roku.

„Uchwalamy nasz plan 6-letni. Plan, który wzmocni jeszcze bardziej nasz potencjał gospodarczy i obronny. Plan, który wzmocni Polskę jako ważne ogniwo obozu pokoju, postępu i socjalizmu”.

Priorytetem planu było zwiększenie inwestycji i polityka intensywnej industrializacji kraju na wzór radziecki, w tym przede wszystkim rozwój przemysłu ciężkiego i metalowego. Sztandarową budową realizowaną w ramach planu sześcioletniego był kombinat metalurgiczny w Nowej Hucie. Według planu produkcja przemysłowa miała wzrosnąć o 85–95%, a rolna o 35–45%.
Ceną za intensywną industrializację był ograniczony wzrost poziomu życia i ograniczanie inwestycji w innych dziedzinach, np. budownictwo mieszkaniowe. Społecznym skutkiem planu sześcioletniego był znaczny wzrost udziału klasy robotniczej w społeczeństwie (m.in. przez migrację ludności wiejskiej do miast). W rolnictwie zakładano rozwój państwowych gospodarstw rolnych oraz kolektywizację gospodarstw indywidualnych.
W ramach realizacji planu sześcioletniego dokonana została też rozbudowa miast, lecz jej celem była w mniejszym stopniu poprawa warunków życia, a w większym – osiągnięcia propagandowe.

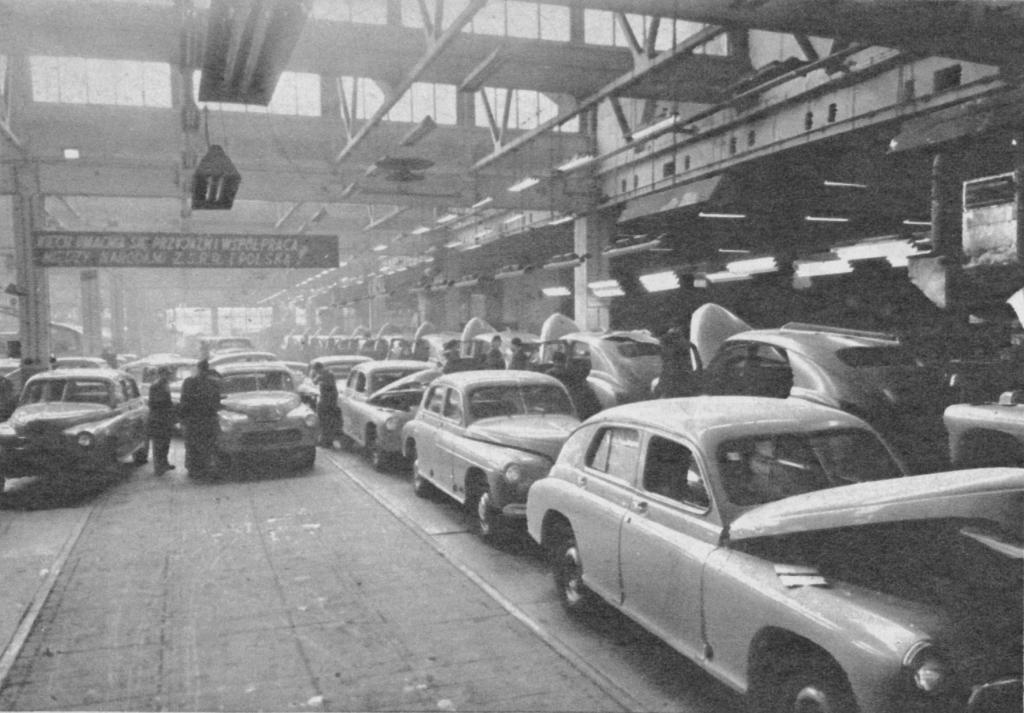
Samochody Warszawa M-20 produkowanych w fabryce FSO na Żeraniu

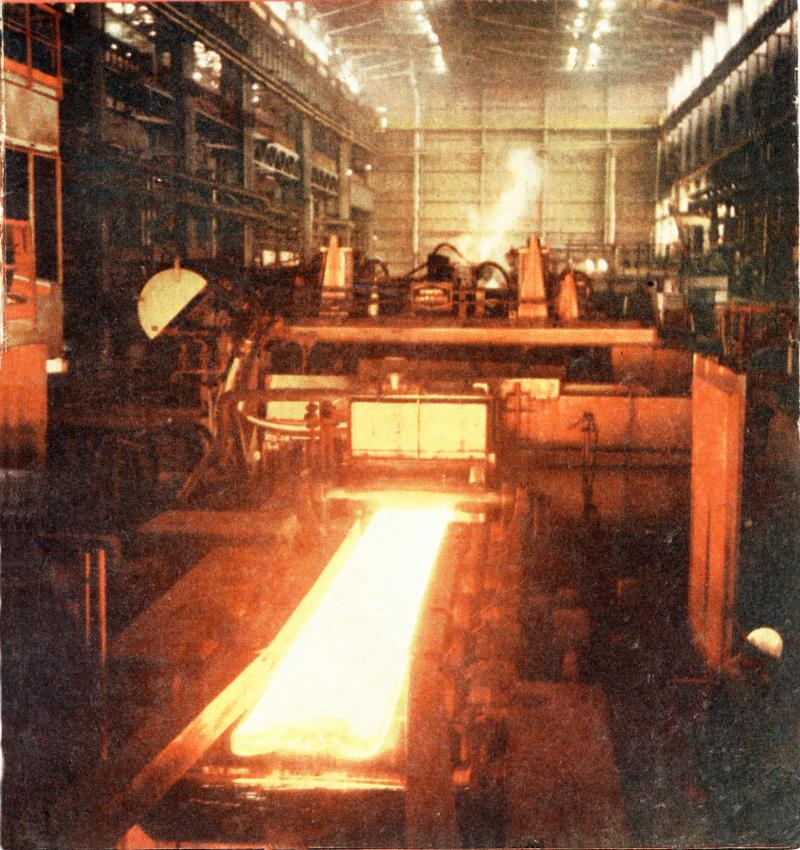
Walcownia w Nowej Hucie

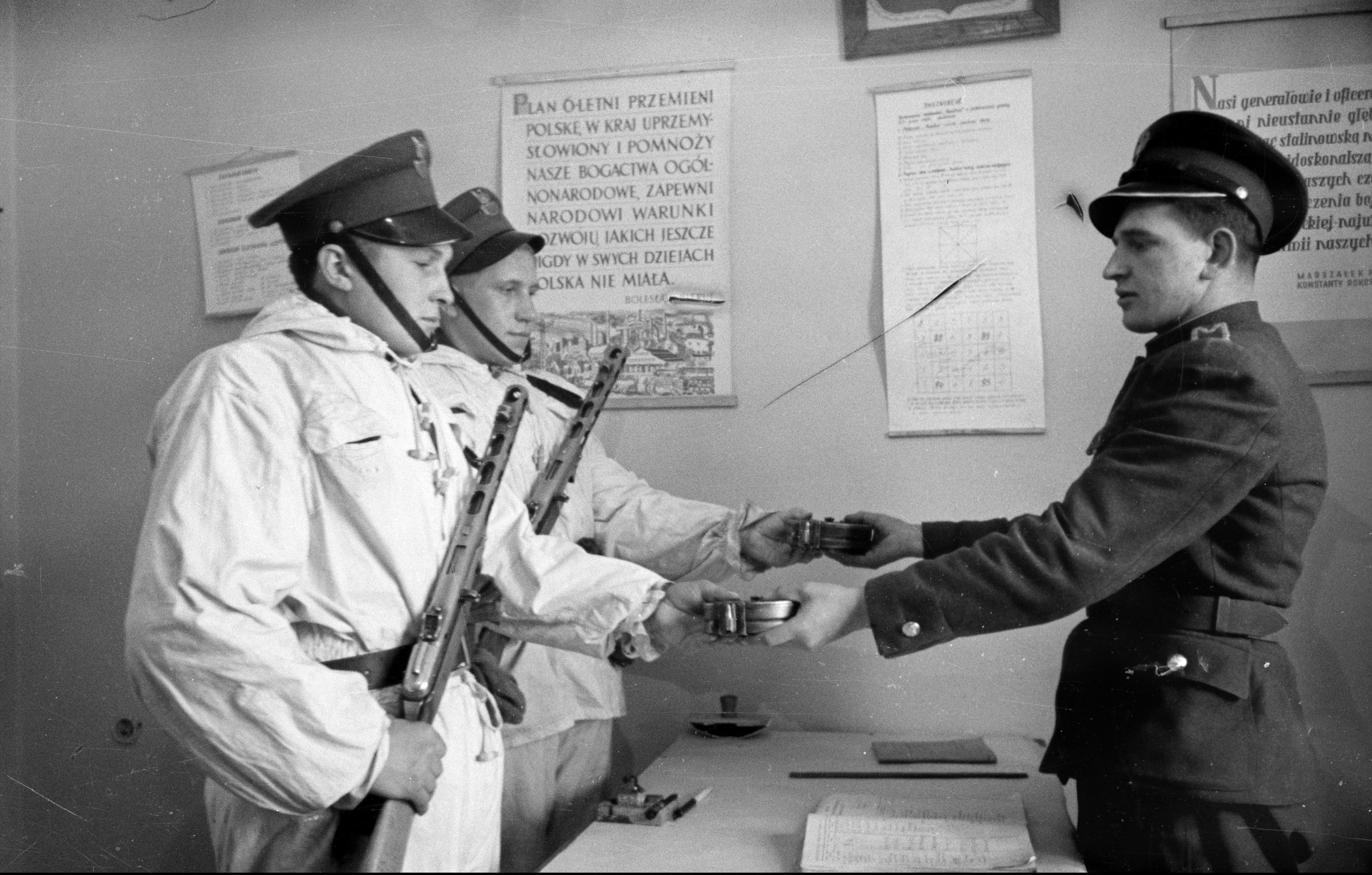
Odprawa żołnierzy Wojsk Ochrony Pogranicza, na ścianie widoczny plakat dotyczący planu 6-letniego

Biuletyn specjalny wydany przez Komitet Okręgowy Współzawodnictwa Pracy w ramach planu 6-letniego

W gospodarce forsowano zasadę przyspieszonego rozwoju, polegającego przede wszystkim na intensywnej industrializacji. Nowy plan gospodarczy opracowano naśladując wzory radzieckie. Założenia planu: przejęcie przez państwo kierowania gospodarką, wykorzystanie zasobów surowcowych i rezerw siły roboczej, drzemiących we wsiach. Plan zakładał znaczne rozwinięcie wytwórczości przemysłowej, szczególnie środków produkcji, w rolnictwie przekształcenie gospodarstw indywidualnych w zespołowe i osiągnięcie wzrostu produkcji o 50%. Pomocna miała być w tym zacieśniana współpraca z ZSRR i innymi państwami obozu radzieckiego. Plan także przewidywał ograniczanie i wypieranie elementów kapitalistycznych. Planowano budowę kilkuset zakładów przemysłowych, rozwój hutnictwa, górnictwa, przemysłu maszynowego, chemicznego. Wszystkie te przewidywane osiągnięcia miały doprowadzić do zbudowania socjalizmu.
Rozbudowa przemysłu ciężkiego stała się realnym osiągnięciem planu, nastąpiło to jednak ze szkodą dla innych dziedzin gospodarki. Rozwinął się znacznie przemysł stoczniowy, samochodowy, tworzyw sztucznych, hutniczy, chemiczny. Powstały wielkie zakłady produkcyjne. Do największych inwestycji planu 6-letniego można zaliczyć:
1. Kopalnię Węgla Kamiennego 1 Maja w Wodzisławiu Śląskim (pierwszą od podstaw KWK wybudowaną w PRL)[4]
2. Hutę aluminium w Skawinie
3. Zakłady chemiczne w Oświęcimiu
4. Zakłady azotowe w Kędzierzynie
5. wytwórnię włókien sztucznych w Gorzowie Wielkopolskim
6. Kombinat obuwniczy w Nowym Targu
7. Hutę im. Lenina
8. Hutę Warszawa
9. Fabryki samochodów: osobowych na Żeraniu i ciężarowych w Lublinie
10. Zakłady chemiczne w Wizowie i Gorzowie Wielkopolskim (tworzywa sztuczne)
11. Cementownię w Wierzbicy koło Radomia

a także rozbudowę istniejących fabryk i zakładów przemysłowych:
1. Huty im. B. Bieruta w Częstochowie (rozbudowa istniejącej)
2. Huty im. J. Stalina w Łabędach
3. Fabryki samochodów w Lublinie i Starachowicach (ciężarówki)
4. Stocznie w Gdańsku i Szczecinie (rozbudowa istniejących)

Zdecydowano także o budowie zapory wodnej w Goczałkowicach-Zdroju na Wiśle, dzięki której Górny Śląsk zyskał dostęp do wody pitnej.
Rozwój przemysłu spowodował wielkie ruchy migracyjne wewnątrz kraju: z przeludnionych wsi do miast, zapełniały nowe osiedla przy zakładach pracy (Nowa Huta). Pogłębiała się dysproporcja między popytem a podażą. Występowały braki w zaopatrzeniu w artykuły pierwszej potrzeby. Trzeba było wrócić do reglamentacji żywności (kartki na mięso i tłuszcze, cukier). 28 października 1950 ogłoszono wymianę pieniędzy. W 1951 ogłoszono pożyczkę wewnętrzną. W styczniu 1953 zniesiono kartki żywnościowe wraz z równoczesnym podniesieniem cen. Wprowadzono obowiązkowe dostawy płodów rolnych. W ramach planu wybudowano miasto Nowa Huta, Hutę im. Lenina, fabryki samochodów w Warszawie i Lublinie, cementownie w Wierzbicy, liczne fabryki maszyn, stocznie w Szczecinie i Gdańsku, zakłady chemiczne, elektrownię w Jaworznie, a także poszerzono wcześniej istniejące ośrodki przemysłowe. W rezultacie plan doprowadził do wzrostu przemysłu o 250% a produkcji rolnej o 13%. Plan przyczynił się też do wzrostu migracji z wsi do miast.
Kolejnym planem polskiej gospodarki był plan pięcioletni (1956–1960).

## Konsekwencje
Realizacja w latach 1950–1955 planu 6-letniego, zakończyła się kryzysem społecznym (minimalizacja nakładów na konsumpcję) i robotniczym. Nastąpiły też wystąpienia społeczne Poznański Czerwiec 1956.